# 巴尼亞群島

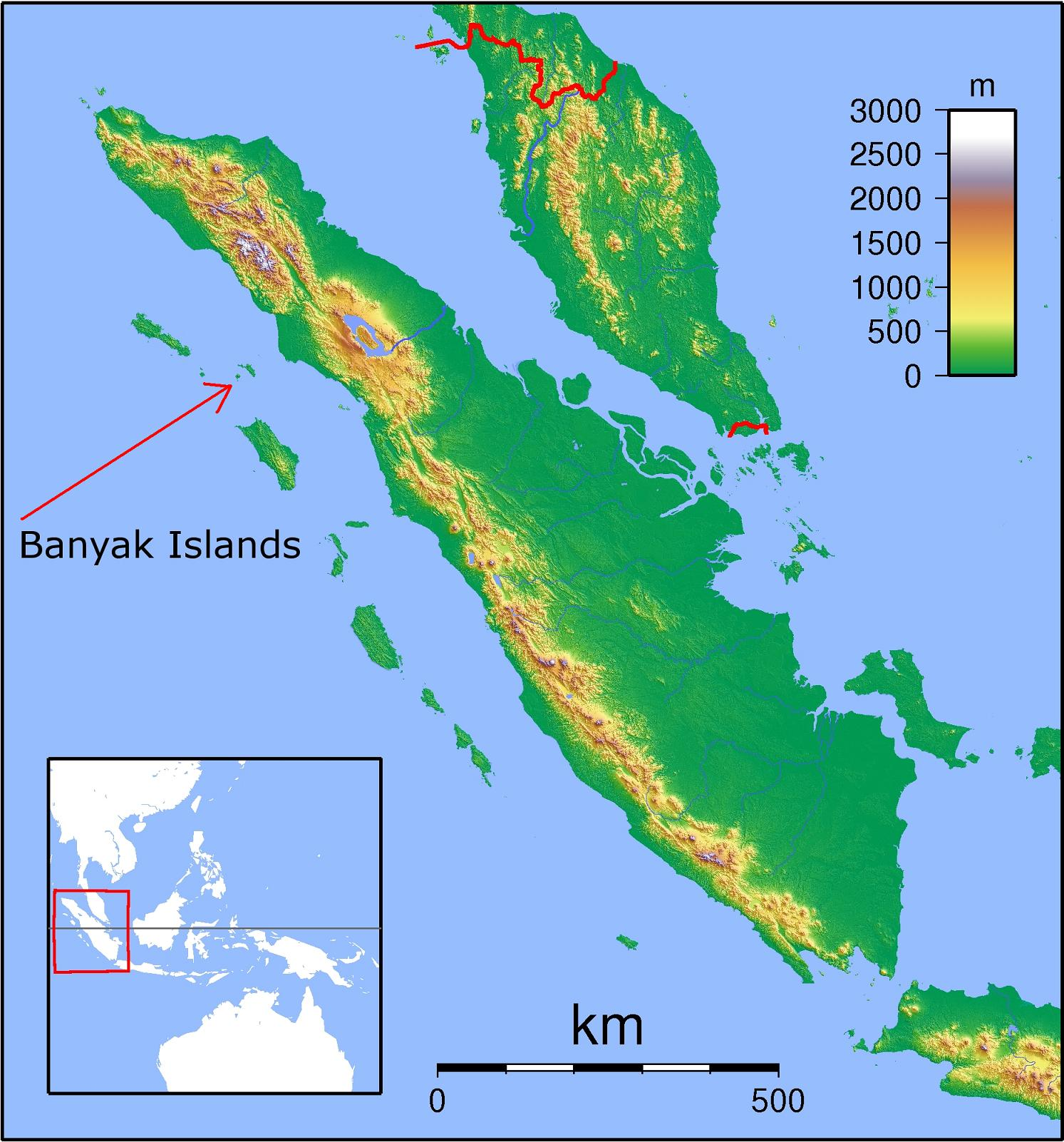
巴尼亞群島

巴尼亞群島是印度尼西亞的群島，由99個小型島嶼組成，位於蘇門答臘西岸對開29公里、尼亞斯島以北的印度洋海域，面積319平方公里，大部分島嶼沒有人居住。巴尼亞群島在2004年印度洋大地震中受到嚴重破壞，震央位於群島以北數百公里，約300名居民死亡。

## 外部連結
- Banyak Island Lodge website
- Banyak Islands website （页面存档备份，存于）
- Coastal change to islands （页面存档备份，存于）
- US Aid
- World Health Organization （页面存档备份，存于）
- Wavescape （页面存档备份，存于）
- Hundreds of quake victims on Banyak Islands - Asia News.it (30 March 2005)
- Relief Web （页面存档备份，存于）

2°10′N 97°15′E / 2.167°N 97.250°E